# Joannes de Sacrobosco

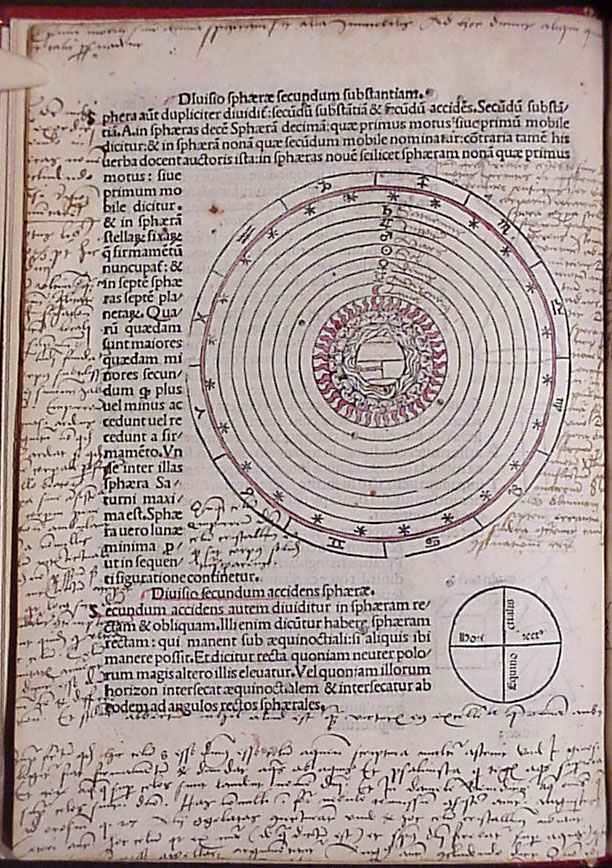
Une page de Tractatus de Sphaera

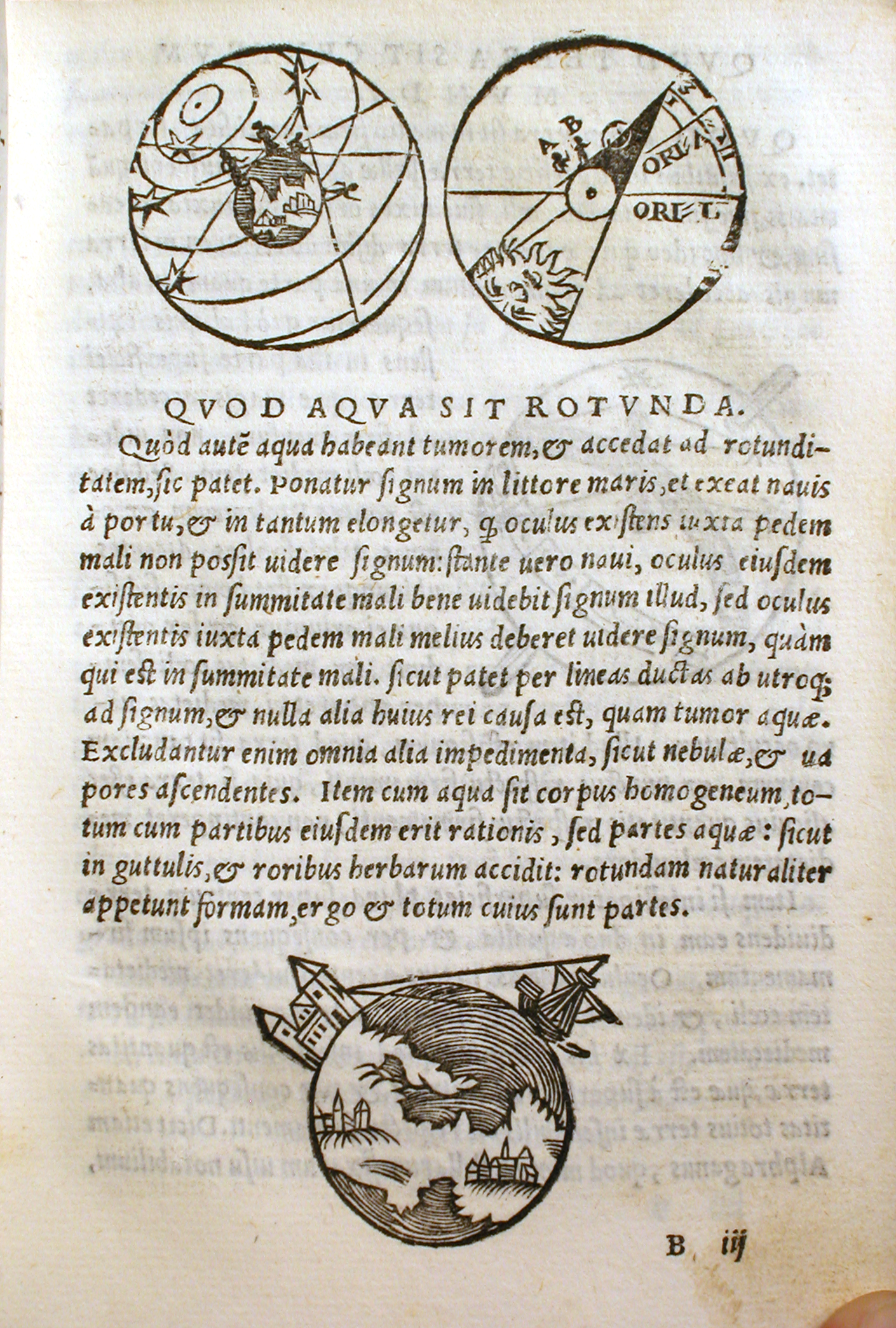
Une des premières pages du Tractatus de Sphaera.

John of Holywood ou Jean de Halifax, plus connu sous le nom latinisé de Joannes de Sacrobosco, est né à la fin du XIIe siècle, probablement dans le Yorkshire,, et mort à une date incertaine, en 1244 ou 1256. Professeur de la Sorbonne, mathématicien, astrologue et astronome, il est l'auteur de plusieurs traités scientifiques très diffusés dans les universités médiévales, particulièrement Le traité de la sphère (De sphaera mundi).

## Données biographiques
Joannes Sacrobosco étudia à Oxford, prononça ses vœux dans un monastère écossais puis s'établit à Paris vers 1220. Les archives parisiennes indiquent qu'il fut reçu à l'université de la Sorbonne le 5 juin 1221, et élu professeur de Quadrivium peu après. C’est encore à cette date qu’il compose De Algorismo qui sera le traité élémentaire d'arithmétique le plus usité durant tout le Moyen Âge. Puis il met par écrit le texte de ses conférences d’astronomie sous le titre Tractatus de Sphaera Mundi. Il acquiert rapidement une solide réputation de mathématicien et d'astronome. Le reste de sa vie est peu connu. Son épitaphe, au couvent Saint-Mathurin à Paris, le décrit comme un spécialiste du comput, c'est-à-dire du calcul de l'épacte.

## Œuvres
Sacrobosco a également écrit un De Computo ecclesiastico, sur le calcul de l’épacte ainsi que : Quadrans, et Cautelæ. Monument de la scolastique médiévale, Sacrobosco est l'un des premiers docteurs du Moyen Âge à utiliser les écrits astronomiques des Arabes, et il est d'ailleurs considéré en Angleterre comme ayant introduit l'usage des « chiffres » (sifer).

## L'enseignement astronomique de Sacrobosco

### L’astronomie dans le quadrivium
Au Moyen Âge, l’astronomie est enseignée dans la mesure où elle figure au nombre des arts libéraux, selon la doctrine de Gundisalvus et de Vincent de Beauvais. Centré au départ sur un commentaire du De Cælo d’Aristote, le cours s’étoffe graduellement, sous l’impulsion de Gerbert d’Aurillac, pour s’ouvrir sur les éléments de géométrie dans l’espace (stéréographie) constitués autour des propriétés élémentaires de la sphère, et résumer la théorie des épicycles qu'il attribue à Ptolémée mais qui remonte très probablement à Hipparque. Dans certaines universités, des cours de spécialité viennent en complément du cours d’astronomie du quadrivium : les Theoricæ, les Habitationes, les Climats et l’Astrologie. Ces deux derniers étaient essentiellement utiles aux médecins.
- Le terme de Theoricæ désigne un cours sur les modèles géométriques des mouvements des planètes. Le nom dérive d’un ouvrage attribué à Cléomède.
- Le terme latin d’Habitationes (oikosès en grec) est consacré aux phénomènes célestes perceptibles pour les habitants de différents lieux de la Terre, et particulièrement les différences de durée du jour et de la nuit.

Le Traité de la sphère (Tractatus de Sphaera) de Sacrobosco rassemble sous un format compact les éléments sur toutes ces matières.

### Le traité sur la Sphère
Ce livre expose les fondements de l’astronomie pré-copernicienne, telle qu’elle était enseignée au Moyen Âge : synthèse de Ptolémée et de ses commentateurs arabes, il développe une cosmologie simple et cohérente. Pour cette raison, le Tractatus de Sphaera fut aussitôt adopté par l'université de Paris, et dès le milieu du XIIIe siècle par toutes celles du monde occidental. Abondamment copié, il fut tout naturellement le premier livre d'astronomie imprimé, dès 1472, à Ferrare. On compte au total pas moins de 65 éditions jusqu’en 1647, dont 30 éditions incunables. Ainsi, ce texte fut le manuel d'initiation à l'astronomie de tous les étudiants du début du XIIIe à la fin du XVIe siècle. Et en plein XVIIe siècle, après la parution du De Revolutionibus Orbium Coelestium de Nicolas Copernic (1543), qui rendait caduque la cosmologie de Ptolémée ; après celle de l'Astronomia nova de Johannes Kepler (1609), qui éliminait les cercles de la pratique astronomique, le Tractatus de Sphaera de Sacrobosco est encore éditée et enseignée dans les écoles d'Allemagne, de France et des Pays-Bas. Une telle popularité s’explique non seulement par la conformité de l’exposé aux Anciens, mais également par une synthèse efficace et didactique de théories complexes. Le format réduit du volume (in-quarto de 45 pages) en fait le vade mecum des voyageurs instruits : les inventaires montrent qu’il fut la principale lecture des explorateurs portugais. De nombreux et interminables commentaires ont été faits du Tractatus de Sphaera, entre autres les annotations de Jacobus Martinus et d’Élie Vinet, ainsi qu'un complément, le « Compendium in sphaeram » de Petrus Valerianus (Pierio Valeriano).

### Contenu de ce traité
L’ouvrage, très court et assez pauvre en idées neuves, est divisé en quatre chapitres. Le premier, après une définition de la sphère, traite de la forme sphérique de la Terre (dont il apporte de nombreuses preuves) et de sa place inamovible au sein de l’Univers sphérique, conformément à la cosmologie d’Aristote. Le deuxième traite des divers cercles de référence de la Terre et du ciel (écliptique, équateur, Zodiaque, Colures, méridien, horizon etc.). Le troisième décrit les levers et couchers des astres en divers lieux géographiques, évoque la place des signes du Zodiaque dans le ciel et la diversité de la durée des jours et des nuits selon les différentes zones de la terre. Enfin, le dernier traite de la théorie planétaire de Ptolémée. Il explique les orbites et les mouvements des planètes, ainsi que les éclipses du Soleil et de la Lune.
Il fut dès l’origine illustré de quelques diagrammes (le nombre s’en accrut au cours des éditions successives), dont un planisphère qui, quatre siècles durant, eut une fortune particulière de par sa prodigieuse diffusion dans le milieu estudiantin et, par voie de conséquence, dans le monde instruit. C'est une carte sommaire fondée sur un passage des Saturnales de Macrobe (vers 410 apr. J.-C.) qui comporte un monde hémisphérique divisé en sept zones climatériques, une conception des Grecs et notamment de Ptolémée. Cette carte montre la zone glaciale inhabitable ; la région tempérée sud inexplorée, potentiellement habitable ; une région torride équatoriale inhabitable ; la région tempérée nord où Europe, Asie et Afrique occupent le monde connu ; et la région glaciale nord, inhabitable.

### Critique du calendrier julien
Dans l'ouvrage qu'il consacra au comput : De Anni Ratione (1235), Sacrobosco affirme que le calendrier julien avance de dix jours et qu'une correction est nécessaire. Il ne fait aucune proposition précise sur la façon de corriger ce décalage, mais, anticipant de nouveaux écarts à venir, il suggère de sauter un jour tous les 288 ans. Dans ce livre, il rapporte qu'Auguste aurait supprimé un jour du mois de février pour l'ajouter au mois d'août, c'est-à-dire Augustus (cf. calendrier julien).

### Textes
- Traité de la sphère, [édition de Lynn Thorndike], traduction par Alain Boureau, in : Nicole Oresme, [Oeuvres],tome X, Astronomie, dioptrique et cinétique. Paris, Les Belles Lettres, 2024. (Bibliothèque scolastique. Textes).  (ISBN 978-2-251-45555-6)
- Tractatus de Sphæra (vers 1230) : Das Büchlein von der Sphera, Göppingen: Verlag Kümmerle, 1979.  (ISBN 3-87452-441-8)
- Algorismus, ou De Arte Numerandi, imprimé sans lieu ni date [1490?], puis à Vienna, 1517, par Hieronymus Vietor; Cracovie, 1521 or 1522; et Venise, 1523. Trad. an. in Edward Grant, A source book in medieval science, Cambridge Mass., Harvard University Press, 1974.
- De Anni Ratione, ou De Computo Ecclesiastico, imprimé à Paris [1538?], 1550, 1572, 8 vol.

### Études
- J.-M. Besse, Les Grandeurs de la Terre (2003), ENS Éditions, Lyon
- David C. Lindberg et al., Science in the Middle Ages (1978, rééd. 1980), University of Chicago Press, Chicago and London
- Paul Ver Eecke, Les Sphériques de Théodose de Tripoli (1959), éd. Albert Blanchard, Paris
- G. Aujac, La sphère, instrument au service de la découverte du monde: d'Autolycos de Pitane à Jean de Sacrobosco (1993), éd. PARADIGME CPU
- Lynn Thorndike. The Sphere of Sacrobosco and its Commentators. Chicago: Univ. of Chicago Press, 1949. Version critique et quatre commentaires médiévaux.
- Olaf Pedersen, In Quest of Sacrobosco (1985), in Journal for the History of Astronomy, vol. 16, p. 175-221.